# Shiera Sanders Hall (personaje)
Shiera Sanders Hall es un personaje secundario ficticio y más tarde superheroína como Chica Halcón que aparece en los cómics estadounidenses publicados por DC Comics. Shiera Sanders Hall fue creado por el escritor Gardner Fox y el artista Dennis Neville, y apareció por primera vez en Flash Comics # 1 (enero de 1940) como un interés romántico de Hombre Halcón (Carter Hall). Luego, más tarde, como una de las primeras superheroínas de DC, ha aparecido en muchos de los títulos de equipo insignia de la compañía, incluida la Sociedad de la Justicia de América.

## Historial de publicaciones
Creada por el escritor Gardner Fox y el artista Dennis Neville, Shiera Sanders apareció por primera vez en Flash Comics # 1 (enero de 1940), en la misma historia de 12 páginas en la que Fox y Neville presentaron a Hombre Halcón. El arqueólogo Carter Hall tiene un sueño de que él es un antiguo príncipe egipcio, Khufu, que tiene una amante, llamada Shiera en la historia original, o la princesa Chay-Ara en los relatos modernos. Al día siguiente, Carter conoce a una mujer llamada Shiera, que se ve exactamente como la mujer de su sueño. Carter se pone la identidad de Hawkman y Shiera se convierte en la novia de Carter. Shiera aparece por primera vez como Chica Halcón en All Star Comics # 5 (julio de 1941), con un traje creado por Sheldon Moldoff, basado en el traje de Halcón de Neville. Durante el segmento en solitario de Hawkman de la historia de la Sociedad de la Justicia de América, Shiera se pone un juego de enésimas alas de metal desarrollado por Hawkman, y se hace pasar por Hawkman para engañar a algunos criminales. Shiera continúa usando el disfraz y las alas en historias posteriores, adoptando finalmente la identidad de Hawkgirl.
Con el establecimiento del sistema multiverso de DC, se dijo que la Golden Age Hawkgirl vivió en la Tierra-Dos y la Silver Age Hawkgirl en la Tierra-Uno. Aunque Golden Age Hawkman hace su primera aparición en la Edad de Plata durante los primeros equipos de JLA / JSA en 1963 y continúa haciendo apariciones durante los equipos anuales de JLA / JSA, Golden Age Hawkgirl no reaparece hasta 1976, en el resurgimiento mensual de All Star Comics. Durante la brecha de publicación entre la cancelación de Hawkman al final de la Edad de Oro y la reintroducción de Tierra-Dos Hawkman durante la Edad de Plata, Golden Age Hawkman y Hawkgirl se casan fuera del panel. Golden Age Hawkgirl hizo más apariciones como la madre de Silver Scarab en el cómic de Infinity Inc. y como Hawkgirl como miembro del All-Star Squadron, un equipo retroactivo de héroes de la Edad de Oro activo en la década de 1940.

### Post-crisis y un año después
Después de los eventos de la miniserie de DC, Crisis on Infinite Earths, las historias de Tierra-Uno, Dos, Cuatro, S y X se fusionaron en una sola Tierra con un pasado, presente y futuro consistentes. Como resultado, las versiones Golden Age y Silver Age de Hawkman y Hawkgirl viven en la misma Tierra. Poco después de Crisis on Infinite Earths, DC decidió que tener a la Sociedad de la Justicia en la misma Tierra que todos los demás superhéroes era redundante y la mayor parte del equipo, incluidos Golden Age Hawkman y Hawkgirl, recibieron una despedida en one-shot de los Últimos Días de la Sociedad de la Justicia. La Sociedad de la Justicia estaba atrapada en otra dimensión, Limbo, donde lucharían por toda la eternidad para evitar que Ragnarök de ocurrir en la Tierra.
Shiera resucitó después de Blackest Night.

## Biografía ficticia
Shiera es la reencarnación de la princesa egipcia Chay-Ara y la compañera de Carter Hall, el Halcón de la Edad Dorada. Hace siglos, Chay-Ara y su amante, el príncipe Khufu, fueron asesinados por Hath-Set con un cuchillo forjado en metal Nth. Las propiedades del metal y la fuerza del amor del dúo crearon un vínculo entre ellos, lo que hizo que renacieran varias veces a lo largo de los siglos. Algunas de sus encarnaciones son:
- Lady Celia Penbrook, viva durante el siglo V en Gran Bretaña y amor por Silent Knight.
- Cinnamon (también conocida como Kate Manser), una pistolera del Viejo Oeste y amor por Nighthawk.
- Sheila Carr, amada del detective de Pinkerton James Wright.

A principios del siglo XX, Chay-Ara renació como Shiera Sanders. Fue secuestrada por el Dr. Anton Hastor (reencarnación de Hath-Set), pero posteriormente rescatada por Hawkman (su amante renacido Khufu). Shiera se convirtió en el aliado frecuente y el interés amoroso del héroe. Finalmente, se le concedió un disfraz propio y un cinturón de metal Nth que desafía la gravedad, y se unió a él a su lado como Hawkgirl.
Los Hawks eran miembros del All-Star Squadron, y mientras Hawkman era miembro de la Sociedad de la Justicia de América, Hawkgirl no lo era, solo ayudaba al grupo en ocasiones. Tras los eventos de la miniserie de DC, Crisis on Infinite Earths, Shiera Hall se unió a la JSA. Finalmente, Carter y Shiera se casaron y tuvieron un hijo, Hector Hall, el anterior Doctor Fate.
A través de retcon, Carter y Shiera también se unieron a la Liga de la Justicia de América a fines de la década de 1980, sirviendo como enlaces entre ese grupo y la Sociedad de la Justicia.
Shiera murió cuando se fusionó con Carter y Katar Hol para formar una nueva versión de Hawkman, una criatura "halcón dios", durante los eventos de Zero Hour, pero fue revivida durante los eventos de Blackest Night por el anillo de White Lantern.

## Otras versiones

### DC Bombshells
En la continuidad de DC Bombshells ambientada en la Segunda Guerra Mundial, Shiera es una genio tecnológico y arqueóloga que ayuda a los Bombshells con su amante, Vixen. Como Hawkgirl, usa un jetpack en lugar de volar con alas, aunque cuando Cheetah la obliga a construir armas con tecnología antigua, diseña una con alas y una poderosa maza.
Shiera creció en un orfanato en México. Desde muy joven sintió pasión por la historia y las culturas antiguas, así como por las magníficas estructuras que construyeron. Se convirtió en arqueóloga y su trabajo llamó la atención de Hans Garber. Le informó sobre los amuletos de Zambesi y el poder que poseían.
Intrigada, Shiera va a Zambesi para intentar descubrir el secreto de los amuletos. Allí conoció a la reina Mari de Zambesi y las dos se enamoraron. Shiera se quedó en Zambesi con Mari y se convirtió en su mecánica personal, construyendo artilugios para ayudar a Mari contra sus enemigos.
Hawkgirl descubre sus verdaderos orígenes thanagarianos mientras lucha contra la Baronesa Paula Von Gunther. Después de conectarse con un antiguo dios mecánico, se le revela a Shiera que sus padres eran miembros de los Wingmen de Thanagar, que buscaron advertir a los humanos sobre las intenciones de Thanagar que deseaba conquistar la Tierra; por sus acciones fueron capturados y asesinados.
Los Green Lanterns sobreviven y se enfrentan a los tres, con Hawkgirl luchando contra los Green Lanterns Isamot Kol y RRU-9-2, cuando ve a Superman caer repentinamente, gritando su nombre. Poco después, Hawkgirl es derrotada, Green Lantern Tomar-Re toma su maza Nth Metal y su cuerpo inconsciente queda atrapado en una construcción de burbujas junto a Shazam. Antes de que cualquiera de ellos pueda ser llevado a Oa, llega Sinestro y mata a Ch'p. Shiera es liberada y recupera su maza antes de enfrentarse a Tomar-Re y Procanon Kaa en una batalla hasta la llegada del Sinestro Corps. Hawkgirl vuela sobre los Green Lanterns capturados, observando en silencio mientras se quitan los anillos para rendirse y es testigo de cómo el Sinestro Corps parte de la Tierra por orden de Sinestro. Durante los siete meses perdidos, Chica Halcón trabajó junto a otros miembros de la Liga, Superman y Shazam, así como con los Lanterns Hal, John y Sinestro, para derrocar a más "naciones rebeldes" y continuar estableciendo la paz en todo el mundo.
Cuando Hawkman regresa a Thanagar y no encuentra a Hawkgirl, se va a la Tierra. Allí intenta obligar a Hawkgirl a dejar el régimen de Superman y regresar a casa, pero, leal a Superman, Shiera lucha contra Hawkman; después de derrotarlo, le pide que se vaya o lo matará. Sin respetar su deseo, Hawkman luego regresa a la Tierra e intenta matar a Superman con una maza de kryptonita; falla y muere en una pelea a puñetazos contra Superman.

### Bombshells: United
Hawkgirl aparece como Shiera Hall en la serie de continuación de DC Comics Bombshells, Bombshells: United ambientada en los Estados Unidos en 1943. Shiera se muestra en Zambesi junto a su amante, Vixen. Hawkgirl aparece más tarde luchando contra la invasión de Apokolips en la Tierra.

## En otros medios

### Televisión
- Shiera Sanders Hall / Hawkgirl aparece en Smallville, interpretada por Sahar Biniaz. Esta versión es de ascendencia india y fue miembro de la Sociedad de la Justicia de América (JSA). En el episodio de dos partes, "Absolute Justice", se revela que Hawkgirl fue asesinada por Icicle años antes.[7] En el episodio "Shield", Shayera aparece como una alucinación para Carter Hall, quien lo toma como un presagio de que pronto morirá y se reunirá con ella después de sus reencarnaciones.[8]
- Shiera Hall/Hawkgirl aparece en Stargirl, interpretada por una actriz no acreditada. Esta versión es miembro de la Sociedad de la Justicia de América. Una década antes de la serie, como se ve en el piloto, Hawkgirl estaba con la JSA cuando la Sociedad de la Injusticia atacó su sede y mató a la mayoría de sus miembros, y Shiera fue asesinada por Brain Wave.
- Shiera Sanders aparece en el episodio de la serie animada de DC Super Hero Girls, "#TheBirdAndTheBee", con la voz de Stephanie Lemelin. Esta versión funciona como cantante musical.

### Videojuegos
Hawkgirl aparece como un personaje jugable en Injustice: Dioses entre nosotros, con la voz de Jennifer Hale. Esta versión es miembro de la Liga de la Justicia. Además, en una realidad alternativa, apoya al Régimen del Alto Consejero Superman.

### Varios
La encarnación de Injustice de Shiera Sanders Hall / Hawkgirl aparece en el cómic de precuela de Injustice: Gods Among Us.